# اماراچی اوکورونکو
اماراچی اوکورونکو (انگلیسی: Amarachi Okoronkwo؛ زادهٔ ۱۲ دسامبر ۱۹۹۲) بازیکن فوتبال اهل نیجریه است.
از باشگاه‌هایی که در آن بازی کرده‌است می‌توان به اشاره کرد.
وی همچنین در تیم ملی فوتبال زنان نیجریه بازی کرده‌است.